# 桑蒂乌斯特
桑蒂乌斯特，是西班牙卡斯蒂利亚-拉曼恰瓜达拉哈拉省的一个市镇。总面积11平方公里，总人口21人（2001年），人口密度2人/平方公里。